# Sadina
Sadina est une commune rurale située dans le département de Kourouma de la province de Kénédougou dans la région des Hauts-Bassins au Burkina Faso.

## Géographie
Sadina est située à environ 10 km à l'est de Kokoro.

## Santé et éducation
Le centre de soins le plus proche de Sadina est le centre de santé et de promotion sociale (CSPS) de Kokoro.